# Чёрно-красные котинги
Чёрно-красные котинги (лат. Phoenicircus) — род воробьиных птиц из семейства котинговых.

## Распространение
Представители данного рода эндемичны для региона Амазонки в Южной Америке.

## Виды
Международный союз орнитологов относит к роду 2 вида:
- Phoenicircus carnifex (Linnaeus, 1758) — Малая чёрно-красная котинга
- Phoenicircus nigricollis Swainson, 1832 — Большая чёрно-красная котинга